# Lingue elleniche
Le lingue elleniche sono un ramo della famiglia linguistica indoeuropea formato dalla lingua greca e da altre varietà linguistiche antiche e moderne imparentate a quest'ultima.

## Storia

### Antichità
Le lingue elleniche discendono da una comune lingua proto-greca parlata nella penisola balcanica meridionale attorno al III millennio a.C. e alcuni suoi elementi linguistici sembrano manifestare tracce di un substrato linguistico precedente. La variante linguistica più attestata durante la tarda età del bronzo è la lingua micenea, mentre nell'età del ferro compaiono le attestazioni della lingua letteraria usata nei poemi omerici ed emerge una documentazione frammentaria – formata da testimonianze onomastiche, antichi glossari e fonti epigrafiche come la tavola di Pella – di una varietà vernacolare macedone, alternativamente classificata come una discendente del protogreco parallela al cosiddetto "gruppo elladico" oppure come un dialetto del greco nord-occidentale o in alternativa come un dialetto greco eolico. Ad ogni modo, la maggior parte delle iscrizioni pubbliche e private sopravvissute trovate nell'antica Macedonia furono scritte in greco attico, dal quale si sviluppò la koinè ellenistica, rimasta in uso sino alla tarda antichità. Il processo di colonizzazione portò anche alla formazione di dialetti con tratti provenienti dai vari gruppi, quali le varietà siceliote e italiote.

### Modernità
Durante i secoli del Medioevo la principale varietà di greco attestata fu il greco bizantino, dalla quale discenderebbero le varianti ancora esistenti. Uno status linguistico separato è spesso postulato per lo zaconico, che si pensa possa essere disceso unicamente dal dialetto dorico. Ad oggi il gruppo ellenico è usato per riferirsi al greco moderno (demotico e katharevousa) in senso stretto e ad altre varietà, che vengono considerate tradizionalmente dialetti o, in alternative, lingue separate in caso di mancata intelligibilità con la stessa lingua greca. Tra queste ultime sono solitamente annoverate il cappadocico, il pontico e il taurico, nonché il grico e il grecanico, parlati nell'Italia meridionale, e il cargese della Corsica. Viceversa, più controversa è la natura del cipriota.
Già nella antichità si erano verificati fenomeni di creolizzazione, dovuti all'esistenza di comunità giudaiche di lingua greca, che portarono alla formazione della koinè giudaica greca, attestata nella Septuaginta, e allo ievanico. Altri fenomeni di creolizzazione si ebbero con la formazione della lingua greco-romaní.

## Classificazione
Essendo una delle lingue antiche meglio documentate, la classificazione del greco antico è stata oggetto di dibattito sin dagli albori dell'Indoeuropeistica. Infatti, quando venne avanzata l'ipotesi dell'esistenza di una comune famiglia linguistica, tra le prime proposte per designarla vi furono indo-germanica e greco-aria. Il primo dipendeva dal fatto la prima formulazione coerente degli studi sul protoindoeuropeo avvenne in Germania, mentre la seconda dall'ipotesi che la legge di Grassmann avesse un'origine comune in greco e sanscrito. Tuttavia, la legge di Grassmann in greco sembra essere successiva a certi cambiamenti fonetici avvenuti solo in greco e non in sanscrito. In seguito sono state suggerite anche legami genetici stretti con l'armeno e con il frigio, con le quali andrebbe a comporre la famiglia linguistica greco-frigia, ma quest'ultima e il proto-armeno non sono documentate abbastanza bene da fornire prove decisive a sostegno di questa ipotesi. Un'altra ipotesi, invece, ha suggerito l'esistenza delle lingue greco-albanesi, che raggrupperebbe assieme le lingue elleniche e le lingue albanoidi. Questa ipotesi, però, è stata criticata sulla base del tatto che una serie di potenziali tratti comuni tra la lingua greca e la lingua albanese potrebbero non dipendere da una comune origine, bensì essere legate a un'influenza esercitata dal proto-greco sulla coeva lingua proto-albanese.

## Albero delle lingue elleniche
- Lingue elleniche
  - Lingua macedone antica (?)
  - Gruppo elladico
    - Lingua micenea
    - Gruppo coloniale
      - Dialetto panfilio
      - Dialetto siceliota
      - Dialetto italiota
        - Lingua grecanica
        - Lingua grica

    - Gruppo eolico-arcadico
      - Dialetto eolico
      - Dialetto arcado-cipriota

    - Gruppo acheo-dorico
      - Dialetto acheo
      - Dialetto dorico
        - Lingua zaconica

      - Dialetto nord-occidentale
        - Dialetto eleo
        - Dialetto locrese

    - Gruppo ionico-attico
      - Dialetto ionico
      - Dialetto attico
        - Koinè ellenistica
          - Greco bizantino
            - Lingua pontica
            - Lingua taurica
            - Lingua cappadocica
            - Lingua cargese
            - Lingua greca moderna
            - Dialetto cipriota